# فرودگاه بین‌المللی یوواتا
فرودگاه بین‌المللی یوواتا (به انگلیسی: Juwata International Airport) یک فرودگاه همگانی با کد یاتا TRK است که یک باند فرود آسفالت دارد و طول باند آن ۲۲۵۰ متر است. این فرودگاه در کشور اندونزی قرار دارد و در ارتفاع ۶ متری از سطح دریا واقع شده‌است.

## شرکت‌های هواپیمایی و مقصدهای پروازی

### مسافری
| شرکت‌های هواپیمایی                 | مقصدهای پروازی                                                              |
| --------------------------------- | --------------------------------------------------------------------------- |
| باتیک ایر                         | سلطان آجی محمد سلیمان، سوئکارنو-هتا (آغاز از ۲۱ اوت ۲۰۱۷)                   |
| گارودا ایندونزیا                  | سلطان آجی محمد سلیمان، سوئکارنو-هتا                                         |
| KalStar Aviation                  | کالیماراو، رابرت آتی بسینگ، نونوکان، تانجونگ هاراپان، تمیندونگ              |
| لاین ایر                          | سلطان آجی محمد سلیمان، سوئکارنو-هتا، سلطان حسن‌الدین، جواندا، ادیسومارمو     |
| مالزی ایرلاینز اجرا توسط MASwings | کوتا کینابالو، تاوائو                                                       |
| Sriwijaya Air                     | سلطان آجی محمد سلیمان چارتر: بایون گوآنگجو                                  |
| سوسی ایر                          | بونیو، لانگ آمپونگ، جوای سمارینگ، رابرت آتی بسینگ، نونوکان، تانجونگ هاراپان |
| وینگز ایر                         | جلال‌الدین، سام رتولنگی، موتیارا                                             |